# Andrej Kavčič
Andrej Kavčič, slovenski rimskokatoliški duhovnik, gimnazijski profesor in ustanovitelj štipendijskega sklada, * 25. november 1752, Rihtarovci, † 30. junij 1826, Gradec.

## Življenjepis
Kavčič je gimnazijo dokončal v Mariboru, filozofijo in bogoslovje pa v Gradcu. Leta 1770 je šel na desetmesečno potovanje po Italiji, nato nadaljeval študije v Gradcu pri jezuitih in dominikancih ter bil 8. decembra 1775 posvečen v duhovnika. Po kratkem službovanju v Radgoni ga je škof Spaur poslal na Dunaj, kjer je študiral »ius naturae, ius publicum universale et particulare Germaniae« in se tudi seznanil z novo normalno in katehetično metodiko. Ko je 1779 njegov pokrovitelj Spaur odšel v Brixen, je moral zopet za kaplana v Radgono, v septembru 1780 za misijonarja v Schladming, 1782 v Lipnico, odtam v Riegersburg. V januarju 1784 je postal mestni vikar v Mariboru, 1785 tamkajšnji mestni župnik, pozneje dekan. V letih 1786–1794 je bil obenem tudi ravnatelj mariborske gimnazije. 3. oktobra 1807 so ga imenovali za kanonika v Gradcu, kjer je bil od 1808 do 1810 začasni ravnatelj bogoslovja, od 1823 pa stolni kustos in višji šolski nadzornik. Kavčič je bil dr. filozofije in teologije, po mišljenju jožefinec, v Schladmingu zaupnik protestantov, ki jih je skušal ohraniti cerkvi kot »reformatorni« element. Kot prosvetljenec je bil prijatelj šoli, pri čemer si je pridobil ne malo zaslug predvsem s svojo naklonjenostjo do materinščine. Za njegovega ravnateljevanja se prvič omenja na mariborski gimnaziji slovenščina: koncem šolskega leta 1790/1791 je učenec gramatike, Josip Emenz, govoril o koristi slovenskega jezika, 1794 pa se je določilo 20 štipendij po 15 glddinarjev iz verskega zaklada za tiste učence, ki bi se zasebno učili slovenščine, ter tako postali sposobnejši za dušno pastirstvo; tozadevni pismeni izpiti so se 1794–1804 vršili pod Kavčičevim vodstvom. Tudi v Gradcu se je pri vsaki priliki neustrašeno potegoval za svoje rojake in veljal za »slovenskega škofa« (v času od 1812–1824 graška škofovska stolica ni bila zasedena); slovenski dijaki so se zbirali okoli njega in ga čislali kot svojega očeta. Nanj se je gledalo kot na izvedenca, ki naj predlaga primerno osebo za slovensko stolico v Gradcu. Morda je poleg sremenjenega političnega kurza tudi to bil vzrok, da v graških letih pri vladi ni bil več »persona grata« kakor prej v Mariboru, kjer ga je okrožni urad hvalil, da se pri službi božji točno drži predpisov. Ljubezen do slovenske mladine je pokazal tudi v oporoki, s katero je svoja posestva v Krčevini zapustil mariborski mestni župniji s pogojem, da mestni župnik vsako leto dvema nadarjenima dijakoma s Spodnje Štajerske oskrbi hrano, stanovanje in obleko.